# VLAREM
VLAREM staat voor het "Vlaams Reglement betreffende de Milieuvergunning". Het is het uitvoeringsbesluit van het Decreet Algemene Bepalingen Milieubeleid (DABM) en bestaat uit twee delen: titel II van het VLAREM (VLAREM II) en titel III van het VLAREM (VLAREM III). VLAREM II en III kunnen samen beschouwd worden als de Vlaamse tegenhanger van de Nederlandse Wet algemene bepalingen milieuhygiëne.

## Algemeen
Het hoofddoel van VLAREM is het voorkomen en beperken van hinder, milieuverontreiniging en veiligheidsrisico’s van bedrijven, handelszaken, ... Het is gebaseerd op de indelingslijst (Bijlage I VLAREM II), een lijst met als voor het leefmilieu hinderlijk beschouwde activiteiten zoals het opslaan van afval, de productie van chemicaliën, het veroorzaken van geluidshinder, verbrandingsprocessen etc... Deze activiteiten krijgen elk een klasse toebedeeld en de hoogste klasse bepaalt de klasse van de gehele inrichting. Er wordt onderscheid gemaakt tussen drie klassen van inrichtingen. Inrichtingen van de derde klasse kunnen gezien worden als licht hinderlijk, terwijl inrichtingen van de eerste klasse veelal zware, mogelijk sterk milieubelastende activiteiten zijn. Inrichtingen van de tweede klasse bevinden zich daar ergens tussenin.

## Voorgeschiedenis
Ten gevolge van de staatshervorming van 1980 was "de bescherming van het leefmilieu" in België een gewestelijke bevoegdheid geworden. Hiertoe behoorde ook het verlenen van exploitatievergunningen aan "hinderlijke inrichtingen", en het toezicht daarop. Aanvankelijk gebeurde dit in Vlaanderen, zoals vóór de staatshervorming, op basis van Titel I van het ARAB (Algemeen Reglement voor de Arbeidsbescherming, intussen de Codex over het welzijn op het werk), dat terugging tot 1947. Deze reglementering was vooral gericht op het voorkomen van hinder (door luchtemissies, geur, geluid...); ze bevatte weinig inhoudelijke verplichtingen voor de bedrijven; en de indelingslijst die gebruikt werd voor het indelen van "hinderlijke inrichtingen" was verouderd. Daarnaast waren er in de loop der jaren wel aparte regelingen getroffen voor andere milieuaspecten: lozingsvergunning voor afvalwater; afvalstoffenvergunning; ... elk met een eigen procedure en afgegeven door aparte instanties.

## Voorgeschiedenis - Het milieuvergunningsdecreet
Het Decreet betreffende de milieuvergunning, en de uitvoeringsbesluiten daarvan (het VLAREM) beoogden deze verouderde en gefragmenteerde regeling te moderniseren en te integreren in één regeling, nl. die van de milieuvergunning. De milieuvergunning verving zowel de vroegere exploitatievergunning als de lozingsvergunning, de vergunning tot bescherming van het grondwater tegen verontreiniging, de vergunning voor de verwijdering van afvalstoffen, en de vergunning voor het houden van wedstrijden, test- en oefenritten, alsook recreatief gebruik van motorvoertuigen en motorrijwielen. In 1999 is ook de vergunning voor het winnen van grondwater in de milieuvergunning opgenomen.
Het milieuvergunningsdecreet was een kaderdecreet dat een aantal algemene beginselen vastlegt, waaronder:
- De hinderlijke inrichtingen worden opgenomen in een lijst, en ingedeeld in drie klassen. Inrichtingen van 1e en 2e klasse zijn vergunningsplichtig, waarbij de milieuvergunning gekoppeld is aan milieuvoorwaarden. Inrichtingen van 3e klasse zijn enkel meldingsplichtig;
- Vergunningen worden uitgereikt door de bestendige deputatie van de provincieraad voor inrichtingen van 1e klasse, en door het college van burgemeester en schepenen voor die van 2e klasse;
- De milieuvergunning wordt gekoppeld aan de bouwvergunning. Een bouwvergunning voor een inrichting blijft opgeschort zolang er geen milieuvergunning is verleend en vice versa. Als de milieuvergunning wordt geweigerd vervalt ook de bouwvergunning.

Het milieuvergunningsdecreet werd opgeheven met het omgevingsvergunningsdecreet (decreet van 25 april 2014 betreffende de omgevingsvergunning) samen met VLAREM I.

## Voorgeschiedenis - VLAREM I
"VLAREM I", dat op 1 september 1991 van kracht werd, gaf invulling aan de meeste bepalingen uit het Milieuvergunningsdecreet.
- Het bepaalde concreet hoe de verschillende vergunningsprocedures, met inbegrip van het openbaar onderzoek, verlopen, wat de inhoud van de aanvraagdossiers moest zijn (deze was sterk uitgebreid t.o.v. de ARAB-regeling), wat de beroepsprocedures zijn, enz.;

Deze bepalingen zijn nu vervat in het omgevingsvergunningsdecreet.

## VLAREM II
In VLAREM II zijn de milieuvoorwaarden opgenomen die van toepassing zijn op de ingedeelde inrichtingen. Het betreft zowel algemene voorwaarden (waaronder het principe dat steeds de Beste Beschikbare Technieken (BBT) moeten toegepast worden), als sectorale voorwaarden (bijvoorbeeld de lozingsnormen voor de textielindustrie) die van toepassing zijn op inrichtingen van één bepaalde rubriek uit de indelingslijst.
Daarnaast bevat VLAREM II ook algemene voorwaarden voor niet-ingedeelde inrichtingen (d.i. voor particulieren, bv.: het lozen van huishoudelijk afvalwater in de riolering; private stookolietanks van minder dan 5000 liter...).
VLAREM II stelt ook milieukwaliteitsnormen vast (voor geluid, oppervlaktewater en grondwater, bodem, lucht) en geeft aan waar de overheid in haar beleid deze kwaliteitsnormen dient te hanteren.
VLAREM II wordt voortdurend aangepast aan de noden van de sectoren en aan de evolutie van de techniek.

## VLAREM III
In VLAREM III zijn bijkomende algemene en sectorale milieuvoorwaarden opgenomen die van toepassing zijn op de GPBV-inrichtingen (bedrijven die een grote milieu-impact hebben, IPPC).
VLAREM III kadert in de uitvoering van de richtlijn industriële emissies (RIE). Met de RIE hebben de BBT-conclusies een bindend karakter gekregen en moeten GPBV-installaties hieraan voldoen. Om aan dit principe invulling te geven, werd geopteerd om een titel III van het VLAREM in te voeren, waarin de BBT-conclusies die gepubliceerd worden in het Europees Publicatieblad worden opgenomen.
Dit is al het geval voor een aantal sectoren, zoals voor de ijzer- en staalindustrie en de glasindustrie.

## Procedures
Afhankelijk van de klasse moet een omgevingsvergunning ofwel bij het college van burgemeester en schepenen (2de en 3de klasse) ofwel bij het provinciebestuur (1ste klasse) bekomen worden.